# Catie DeLoof
Catherine Elizabeth (Catie) DeLoof (12 februari 1997) is een Amerikaanse zwemster. Ze vertegenwoordigde haar vaderland op de Olympische Zomerspelen 2020 in Tokio. Zij is de jongere zus van zwemsters Ali en Gabby DeLoof.

## Carrière
Bij haar internationale debuut, tijdens de Olympische Zomerspelen van 2020 in Tokio, zwom DeLoof samen met Olivia Smoliga, Allison Schmitt en Natalie Hinds in de series, in de finale veroverde Hinds samen met Erika, Abbey Weitzeil en Simone Manuel de bronzen medaille. Voor haar inspanningen in de series ontving DeLoof eveneens de bronzen medaille.

## Internationale toernooien
| Jaar | Olympische Spelen                               | WK langebaan | WK kortebaan   | PanPacs | Pan-Amerikaanse Spelen |
| ---- | ----------------------------------------------- | ------------ | -------------- | ------- | ---------------------- |
| 2021 | 4×100m vrije slag · DeLoof zwom enkel de series |              | 13-18 december |         |                        |

## Persoonlijke records
Bijgewerkt tot en met 19 juni 2021
Kortebaan
| Afstand         | Tijd  | Datum           | Plaats    |
| --------------- | ----- | --------------- | --------- |
| 50m vrije slag  | 24,23 | 26 oktober 2019 | Boedapest |
| 100m vrije slag | 52,20 | 25 oktober 2020 | Boedapest |
| 100m rugslag    | 58,12 | 27 oktober 2019 | Boedapest |

Langebaan
| Afstand         | Tijd  | Datum        | Plaats       |
| --------------- | ----- | ------------ | ------------ |
| 50m vrije slag  | 24,68 | 19 juni 2021 | Omaha        |
| 100m vrije slag | 53,77 | 17 juni 2021 | Omaha        |
| 100m rugslag    | 59,71 | 15 mei 2021  | Indianapolis |